# Melk
Az alsó-ausztriai Melk városa a Duna partján épült, az UNESCO világörökség részeként nyilvántartott wachaui kultúrtáj nyugati kapuja és az azonos nevű járás központja.

## Története
831-ből származik az első írásos említés Melkről, ekkor még Medilica néven. A Nibelung-énekben is szerepel a település, a középfelnémet Medelike formában.
Amikor I. Lipót osztrák őrgróf 976-ban a mai Alsó-Ausztria délnyugati területeinek hűbérbirtokát megkapta, a melki várban rendezte be rezidenciáját, amit utódai értékes kincsekkel és relikviákkal gazdagítottak. Győztes Adalbert osztrák őrgróf a melki Babenberger-kastélyban székelt, és itt is halt meg 1055. május 26-án.
1089-ben II. Lipót osztrák őrgróf átadta a várat a lambachi bencéseknek, és a melki apátságban máig bencés regula szerint élnek a szerzetesek. A 12. század óta működik a kolostorban iskola és a rendház könyvtárában értékes kéziratok gyűjteményét halmozták fel az évszázadok során, saját készítésű művekkel kiegészítve. A 15. században, a melki kolostorreform idején az apátság az egyik legjelentősebb középkori kolostorreform kiindulási pontja volt, szoros kapcsolatot ápolt a bécsi egyetem humanista köreivel.
Melk 1227-ben kapott vásárjogot, és 1898-ban avatták várossá.
1944. április 21. és 1945. április 15-ei evakuálása között a Freiherr von Birago kaszárnya területén működött a melki koncentrációs tábor, a mauthauseni koncentrációs tábor altábora, amelyben a Steyr Daimler Puch AG golyóscsapágyakat gyártott. A tábor egyéves működése alatt körülbelül 5000-en haltak meg itt. A tábor krematóriuma ma emlékhely.

## Kultúra

### Látnivalók
A város legfontosabb látnivalója a Duna fölött fekvő barokk stílusú bencés apátság. Ezen kívül a plébániatemplom, a régi postaépület, a Kolomani-forrás és a régi kenyérbolt érdemel említést. A város közelében fekszik schallaburgi reneszánsz kastély és az arstetteni kastély.
Ezen kívül több múzeummal büszkélkedhet Melk, a Melki Városi Múzeumban látható a híres, 6500 éves ún. „madárarcú bálvány” (Idol mit dem Vogelgesicht).

### Rendszeres rendezvények, ünnepek
- 1451 óta minden év október 13-án tartják Stockeraui Szent Colmannak, a város védőszentjének ünnepét (Kolomanikirtag).
- Júniusban és augusztusban rendezik a Melki Nyári Játékokat a Donauarenában.
- Pünkösdkor az apátságban számos koncertet rendeznek a nemzetközi Barokk Napok keretében.

## Fordítás
- Ez a szócikk részben vagy egészben  a   Melk című német Wikipédia-szócikk ezen változatának fordításán alapul.  Az eredeti cikk szerkesztőit annak laptörténete sorolja fel. Ez a jelzés csupán a megfogalmazás eredetét és a szerzői jogokat jelzi, nem szolgál a cikkben szereplő információk forrásmegjelöléseként.